# Стадион Вухан
Стадион Вухан ( и Zhuankou(кин: 武汉体育中心, )) је вишенаменски стадион, који се налази у Вухану, (Кина. Капацитет стадиона износи 54.000 (стадион) 13.000 (арена) места за седење. Овај стадион је домаћи стадион фудбалског клуба Вухан Јангце река.
Локални фудбалски тим Вухан Гуангу одиграо је неколико утакмица са великом посећеношћу на стадиону. То је било једно од места одржавања ФИФА Светског првенства за жене 2007. и једино место за финалну фазу ЕАФФ купа Источне Азије 2015. Фудбалски клуб Вухан Зал је такође користио овај стадион. Тих година просечна посета је износила 14.403 посетилаца  у својој инаугурационој сезони кинеске лиге прве дивизије 2013.
Стадион је такође био домаћин азијског првенства у атлетици 2015.
На врхунцу пандемије Ковид 19 2020. године, стадион је био једна од локација која је служила као болница Фангцанг (мобилна болница).

## Значајнији догађаји
- Г.Е.М. - Светска турнеја Квин оф Хартс - 28. мај 2017[5]
- Џокер Сјуе - Турнеја Мислим да сам те негде видео - 22. април 2017